# Place de la Daurade
La place de la Daurade (en occitan : plaça de la Daurada) est une voie de Toulouse, chef-lieu de la région Occitanie, dans le Midi de la France.

## Situation et accès

### Description
La place de la Daurade est une voie publique. Elle se situe en bord de Garonne, à l'ouest du quartier Capitole, dans le secteur 1 - Centre. Elle forme un rectangle régulier d'environ 120 mètres de long sur 90 mètres de large. 
Elle se compose de deux espaces distincts. Les côtés sud, est et nord se trouvent dans le prolongement des quais de la Garonne et sont bordés, du côté de la ville, par différents immeubles construits entre les XVIe et XVIIIe siècles. La place reçoit, à l'angle sud, le quai de la Daurade. À l'angle est, elle donne naissance à la rue de la Daurade, à la rue François-Boyer-Fonfrède et à la rue Jean-Suau. À l'angle nord naissent la rue Malbec et la rue des Blanchers. Enfin, elle est prolongée à l'ouest par le quai Lucien-Lombard. Le centre de la place, d'approximativement 7 110 m2, se situe en contrebas des quais. Il est accessible par une longue rampe qui court le long du côté est de la place et par deux escaliers à double volée, au nord et au sud. Ce vaste espace, connu comme le port de la Daurade, descend en pente douce jusqu'à la promenade Henri-Martin et aux berges de la Garonne.
La chaussée compte une seule voie de circulation automobile à sens unique, depuis le quai Lucien-Lombard vers le quai de la Daurade. Elle est définie comme une zone de rencontre et la vitesse y est limitée à 20 km/h. Elle est également bordée par une piste cyclable à double-sens.
La place est enfin traversée par le sentier de grande randonnée 86 (GR 86), qui va de Toulouse à Bagnères-de-Luchon, et le sentier de grande randonnée 861 (GR 861), qui va de Toulouse à Saint-Bertrand-de-Comminges. Ils sont tous les deux prolongés, au nord, par les rues Jean-Suau et Léon-Gambetta jusqu'à la place du Capitole, où ils ont leur origine, et à l'ouest pour le premier, au sud pour le second, par la promenade Henri-Martin.

### Voies rencontrées
La place de la Daurade rencontre les voies suivantes, dans l'ordre des numéros croissants :
1. Quai de la Daurade
2. Rue de la Daurade
3. Rue François-Boyer-Fonfrède
4. Rue Jean-Suau
5. Rue Malbec
6. Rue des Blanchers
7. Quai Lucien-Lombard
8. Promenade Henri-Martin

### Transports
La place de la Daurade est traversée et desservie directement par la navette Ville. Elle se trouve également à proximité de la station Esquirol de la ligne  du métro. À cette dernière marquent également l'arrêt les lignes de bus 44 et de Linéo L4.
La station de vélos en libre-service VélôToulouse no 11 se trouve sur la place-même (2 place de la Daurade).

## Odonymie

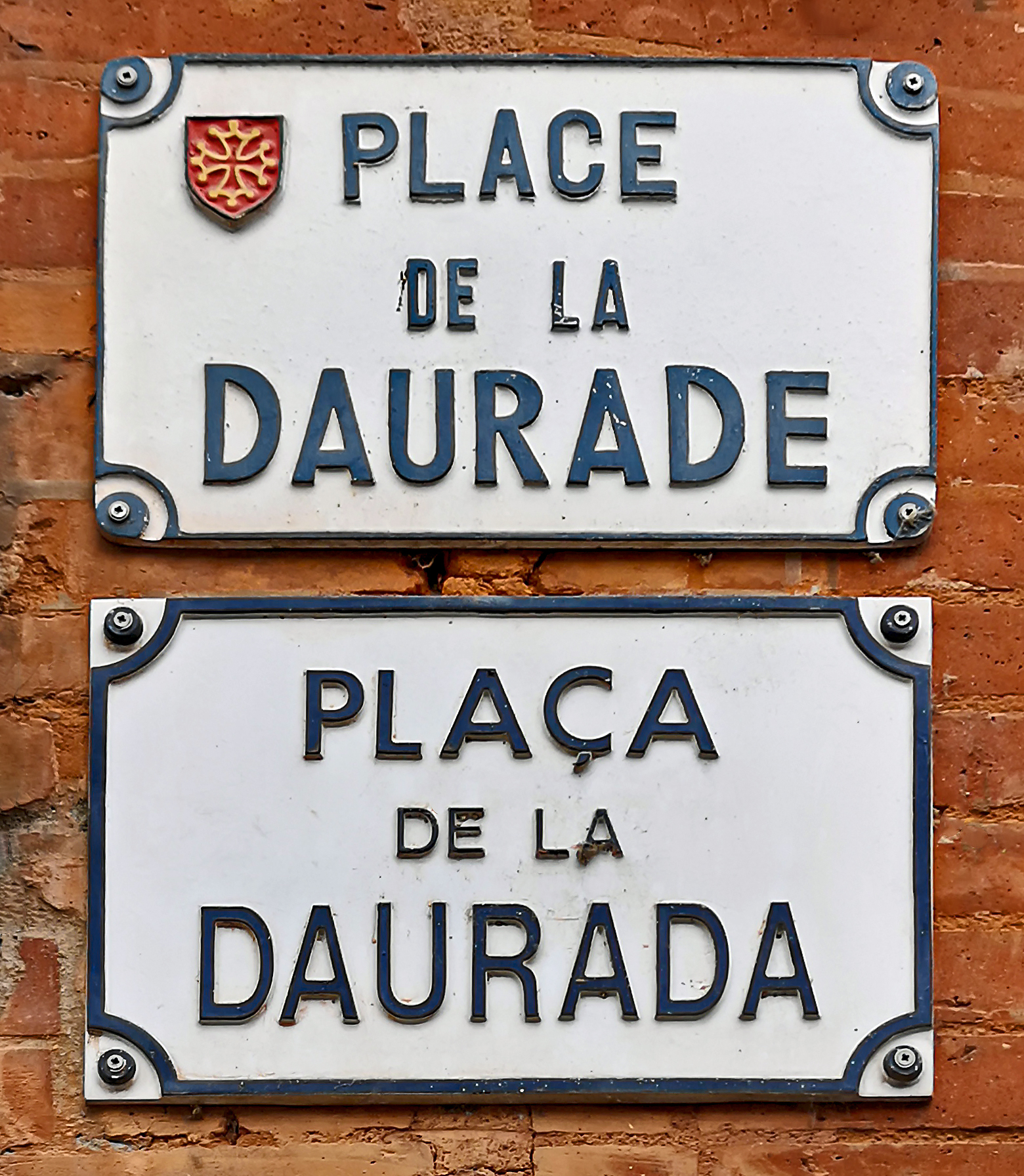
Plaques de rue en français et en occitan.

La place doit son nom à la basilique de la Daurade qui la borde au sud-est. Il lui a été naturellement donné lors des travaux d'aménagement qui ont eu lieu dans la deuxième moitié du XVIIIe siècle. En 1794, pendant la Révolution française, on lui préféra le nom de Rousseau, mais il ne subsista pas,.
Au Moyen Âge, le nom de la Daurade ne s'appliquait qu'à la petite place rectangulaire qui se trouvait effectivement au nord de l'église (face à l'actuel no 2). La rue qui longeait le côté nord de l'église et aboutissait au pont de la Daurade était désignée comme la grande-rue du Pont. Au nord de la petite place de la Daurade, une rue rejoignait une petite place triangulaire, au carrefour de la rue Malbec et de la rue des Blanchers (face à l'actuel no 17), connue comme la place de la Capelle-Redonde. L'origine de ce nom est incertaine : Jules Chalande y voit la présence d'une chapelle ronde (capella redonda en occitan), disparue à la fin du Moyen Âge, quand Pierre Salies pense qu'il s'agit simplement de l'église de la Daurade elle-même, dont les élévations paraissaient rondes. De la place de la Capelle-Redonde et de la place de la Daurade descendaient, en direction de la Garonne, deux rues étroites désignées ensemble comme la rue ou le « coin » (canton en occitan) de Viviers, qui était aussi donné au port (actuel port de la Daurade). Ce nom, qu'on rencontre dès le XIIe siècle, se conserva jusqu'au XVIIIe siècle.

## Histoire

### Moyen Âge
L'histoire de la place est liée à la présence de l'église de la Daurade. C'est une des églises les plus anciennes de la ville, construite vers le VIe siècle, peut-être sur les vestiges d'un temple romain dédié à Apollon. Elle possède une architecture originale, puisqu'elle possède un plan octogonal. Les murs sont couverts de mosaïques à fond d'or qui ont donné son nom à l'édifice : la « dorée » (deaurata en latin, daurada en occitan). Au milieu du IXe siècle, elle bénéficie de la protection royale, lorsque le roi de Francie, le Carolingien Charles le Chauve, lui accorde diverses exemptions et droits. En 1077, l'église de la Daurade est donnée par l'évêque Isarn à l'abbaye bénédictine de Cluny. Une communauté de bénédictins se constitue, dirigés par un prieur placé sous la dépendance de l'abbé de Moissac. Les bâtiments du prieuré sont construits au sud de l'église, au bord de la terrasse qui domine la Garonne (emplacement de l'actuel Institut supérieur des arts et du design, no 5 quai de la Daurade).
Le territoire autour de l'église dépend du prieuré. Au XIIIe siècle, il existe un borget nau, ou « bourguet neuf », établi entre la rue Peyrolières, la rue Malbec et la rue Cujas, et placé sous la juridiction du prieuré. Le prieuré possède par ailleurs des domaines importants, dans le gardiage de la ville, au sud, sur le terroir de Lespinet, mais surtout sur la rive gauche et dans l'Ardenne, mais aussi Saint-Simon, Saint-Michel-du-Touch, Saint-Martin de Portet-sur-Garonne et Saint-Pierre-de-Quint à Tournefeuille. Le cours du fleuve même, entre Portet et Saint-Michel-du-Touch, est placé sous la juridiction du monastère,. Ils possèdent également des moulins le long du fleuve. De l'autre côté du pont, le prieuré contrôle également au XIIe siècle l'hôpital Sainte-Marie. Les prieurs de la Daurade rentrent régulièrement en conflit avec leurs voisins pour défendre leurs propriétés. Au XIIe siècle, ils doivent se défendre contre la volonté des Hospitaliers d'accaparer l'église de la Dalbade. En 1255, les bénédictins de la Daurade s'inquiètent également de l'installation des dominicains dans le quartier : la construction de leur couvent (actuel couvent des Jacobins) entraîne la démolition d'une centaine de maisons, le départ de leurs habitants et paroissiens, et donc la perte de revenus importants. En 1464, le prieur de la Daurade obtient des religieuses du Tiers-Ordre franciscain, les « Tiercerettes », leur couvent de la rue des Cordières-Vieilles, détruit par l'incendie de 1463, en échange de l'ancien monastère des religieuses de Saint-Benoît, près de la porte de l'Isle, dans le faubourg Saint-Cyprien, au risque d'un conflit avec le curé de l'église Saint-Nicolas.
À l'est se trouve une petite place, seule à porter le nom de la Daurade. Elle est aussi désignée comme la place du marché ou le mercadal (mercadial, « lieu où se tient le marché » ou « place du marché » en occitan médiéval), car il s'y tient un des marchés les plus actifs de la ville. Elle trouve son origine dans un terrain, qui appartenait au prieuré de la Daurade, et interdit à la construction en 1263. Au centre se dresse un pilori, et on trouve également une fontaine, alimentée par une source. Au nord, au carrefour de la rue Malbec, se trouve une petite place triangulaire, la place de la Capelle-Redonde (capella redonda, « chapelle ronde » en occitan). L'activité du quartier de la Daurade est renforcée par la présence du pont de la Daurade, construit dans le troisième quart du XIIe siècle. Le trafic des marchands et des voyageurs explique la présence d'auberges le long des rues et des places du quartier, tel le Logis du Chaperon au XVe siècle et le Logis de l'Écu de Toulouse. Le long du fleuve se trouve le port de Viviers, auquel on accède par la rue du même nom. Dans ce quartier se trouvent plusieurs monuments, tels la tour de Cabriols, la Foraine et la Viguerie
Le quartier est régulièrement touché par les incendies, comme en 1429, 1442 et 1463, mais aussi par les crues de la Garonne.

### Période moderne
En 1678, les bénédictins entament une reconstruction presque complète du monastère de la Daurade. En 1683, des travaux sont engagés dans l'église de la Daurade. Les voûtes du chœur, restées plus basses que celles de la nef, sont reconstruites et surélevées. Mais le poids de la coupole fait boucler les murs et en 1759 on se résout à démolir la voûte. La construction d'un nouveau dôme accélère la dégradation du bâtiment et l'église est complètement démolie. Les travaux de reconstruction, à peine commencés en 1764, sont interrompus : les États de Languedoc souhaitent l'aménagement d'un quai afin de soutenir le Pont-Neuf et souhaitent profiter des travaux du monastère de la Daurade pour remodeler les berges de la Garonne. Le projet qui s'inscrit dans la volonté de développer le commerce de la ville, et présenté par l'ingénieur Joseph-Marie de Saget, prend même une nouvelle ampleur, avec la construction de quais jusqu'au Bazacle et l'aménagement de deux vastes ports, à Saint-Pierre et à la Daurade.
La nouvelle place reste un lieu de passage fréquenté. On y trouve des départs de diligences, d'où partent une cinquantaine de voitures chaque semaine.
Les travaux du quai sont achevés en 1777. Ils s'accompagnent d'ailleurs d'une ambition hygiéniste, puisqu'un égout est construit sous le quai. Une nouvelle église, de style néoclassique, est construite à partir de 1773, sur les plans de l'architecte Philippe Hardy.

### Époque contemporaine
Au début du XXe siècle, l'activité est encore importante autour de la place et du port de la Daurade. Celui-ci est d'ailleurs encombré de nombreuses constructions industrielles. En 1930, un atelier de fabrication d'agglomérés est élevée au centre du port. Au sud de la place, un petit bâtiment est construit pour abriter la morgue : les corps des noyés y sont exposés derrière des barreaux, allongés sur des étagères.
La proximité du Pont-Neuf explique la subsistance, au milieu du XIXe siècle, d'un trafic de diligences. Vers 1840, les voitures de l'entreprise Lacaux partent de la place (actuel no 1). Un hôtel, le Lion d'Or, reçoit les voyageurs. Le long du port sont amarrées des péniches, dont certaines servent aux lavandières, comme le lavoir Saint-Jean, d'autres de bains publics, tels les bains Gignoux.
De 1933 à 1941, l'immeuble du no 4 devient le siège et le dispensaire école de l'Union des femmes de France (Croix-Rouge),.
En 1943, les rives de la Garonne et la place de la Daurade sont protégées comme site remarquable. Mais dans la deuxième moitié du XXe siècle, les projets de modernisation de la ville, portés par les municipalités de Raymond Badiou et de Louis Bazerque, menacent la place de la Daurade. En février 1964, on prévoit de couvrir le port afin de créer une voie directe entre le quai Lucien-Lombard et le quai de la Daurade. Par ailleurs, le sol du port est dévolu au stationnement automobile et en mars 1971, il est prévu de construire un parking de trois étages dont le toit aurait été transformé en terrasse-jardin. En 1984, il est encore proposé d'aménager un parking souterrain, mais ce dernier projet échoue.
Au milieu du XXe siècle, l'activité traditionnelle tend à reculer. On trouve encore plusieurs bars, tel le « quai-bar » Chez François (actuel no 6).
Au début du XXIe siècle, la transformation de la place de la Daurade s'accélère. L'ancienne morgue est transformée en café, dont la terrasse s'étale sur la pelouse du port de la Daurade. Des jeux pour enfants sont créés : une barque en bois rappelle le souvenir des pêcheurs de sable.

## Patrimoine et lieux d'intérêt

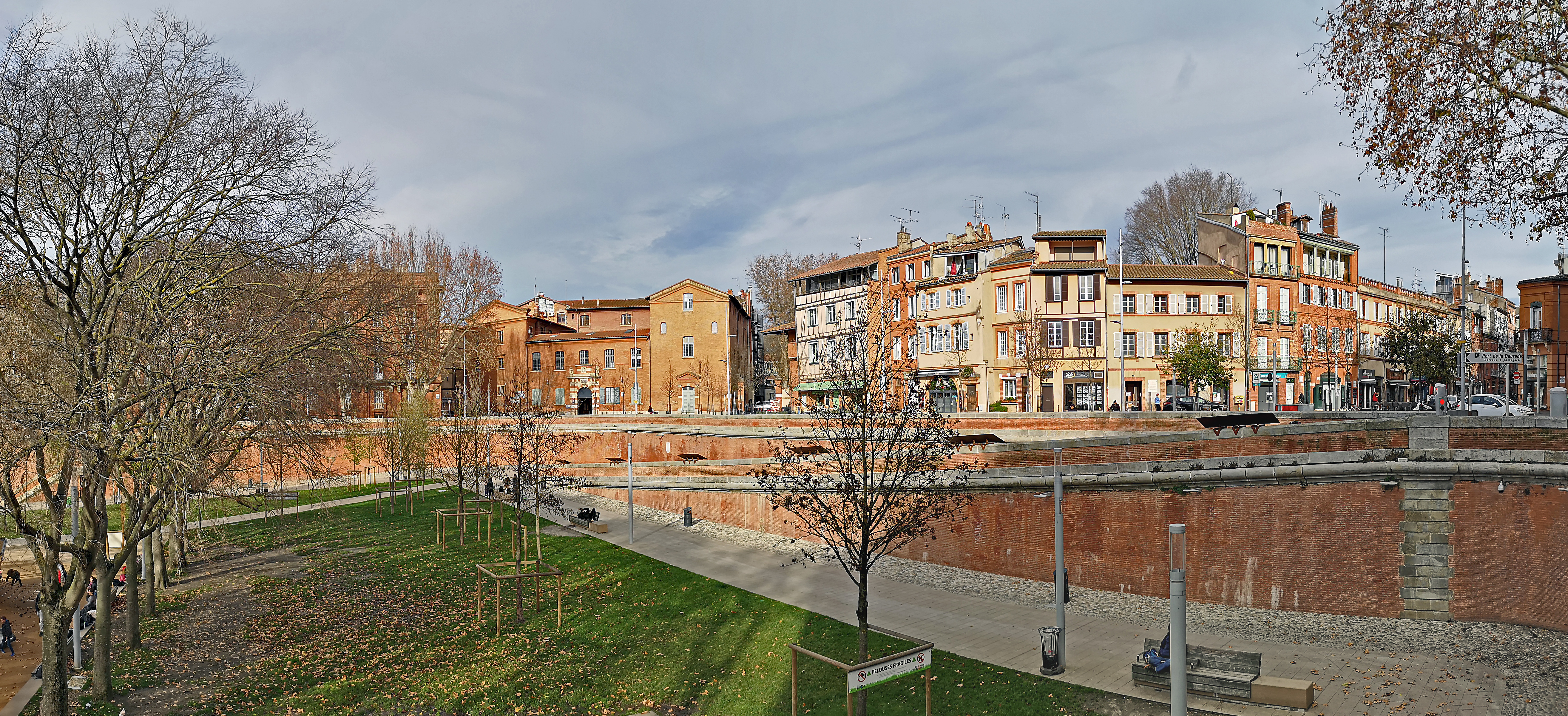
Place de la Daurade - exposition sud.

### Basilique Notre-Dame de la Daurade
- no  1-2 : église de la Daurade (1764-1883).  Inscrit MH (1963)[31],[32].

### École élémentaire Lakanal

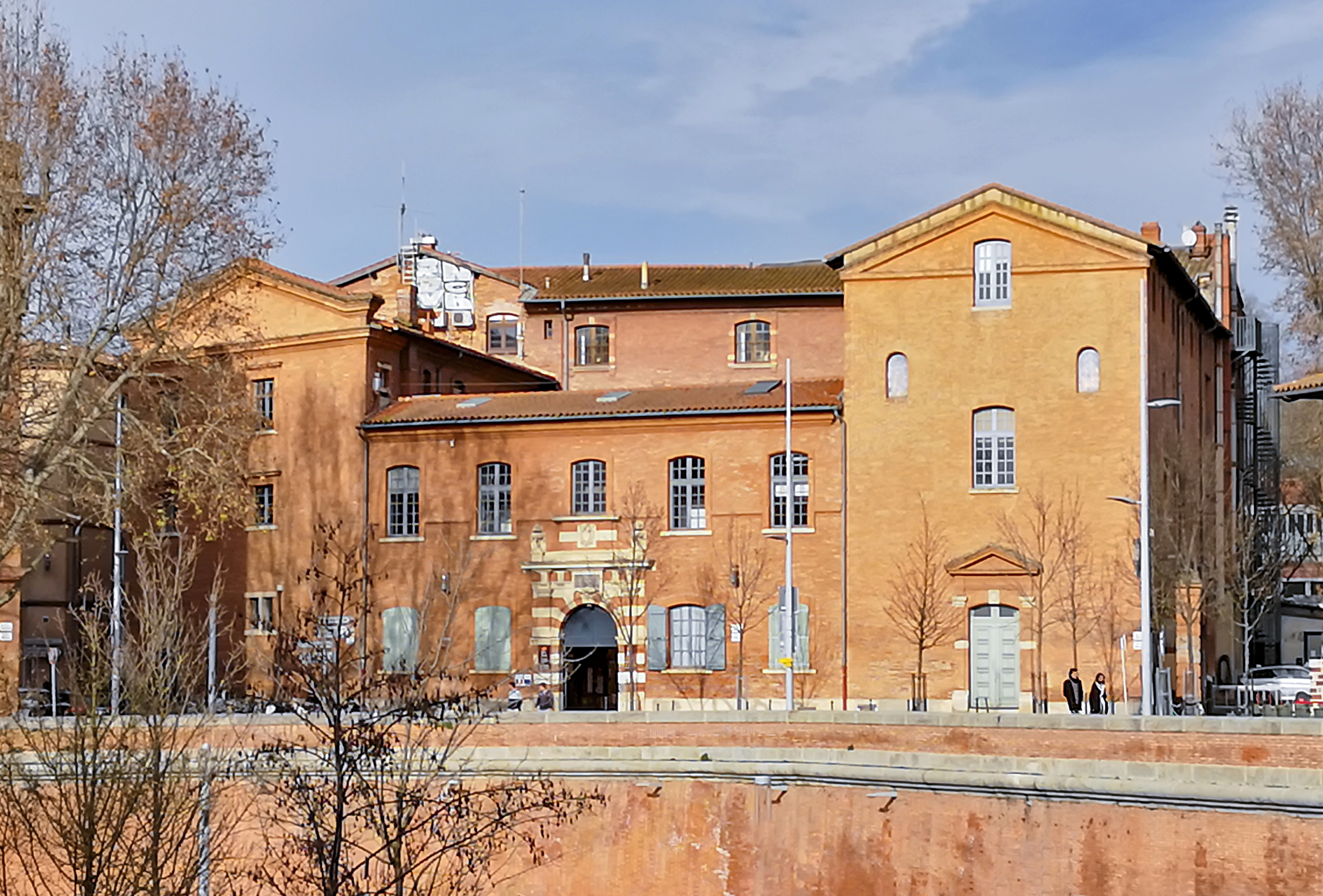
no 17 : façade de l'école Lakanal.

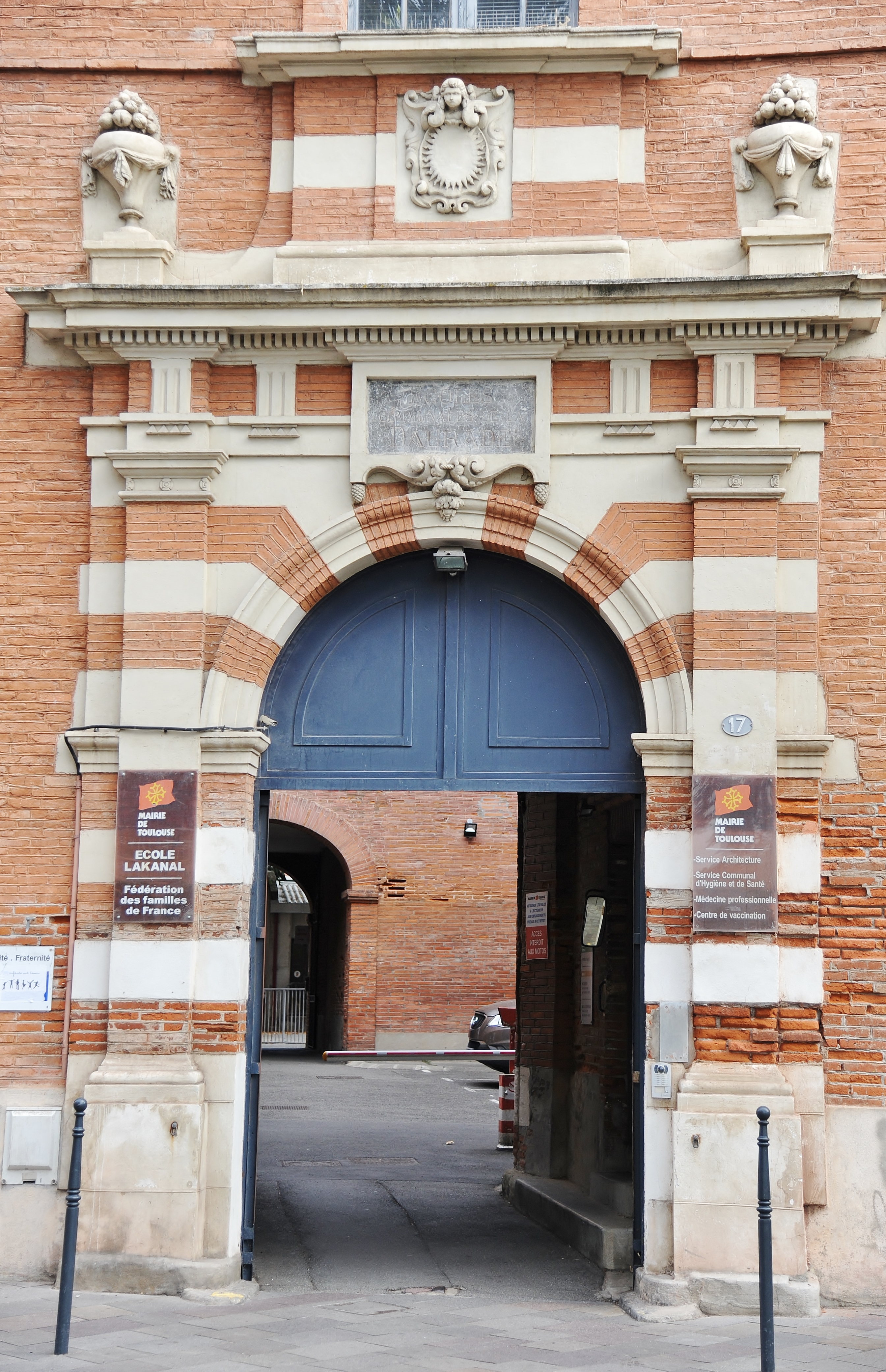
no 17 : détail du portail monumental.

En 1593, les Jésuites achètent une grande maison à l'angle de la rue du Sac (actuelle rue Alexis-Larrey), afin d'y accueillir des novices. En 1613, les bâtiments sont réaménagés et, en partie, reconstruits : le maître-maçon Jean Mespoul se voit confier la construction du corps de bâtiment à droite, qui doit contenir l'église, une chapelle et une sacristie. En 1667, le corps de bâtiment à l'angle de la rue du Sac est reconstruit sur les plans de l'architecte Jean-Pierre Rivalz. Enfin, c'est dans les dernières décennies du XVIIe siècle qu'est élevé le corps de bâtiment central où prend place le portail monumental. En 1762, à la suite de l'expulsion des Jésuites, le noviciat est dévolu aux religieux de la congrégation de la Mission, les Lazaristes, qui étaient établis « hors la porte Matabiau », qui y établissent leur séminaire. Pendant la Révolution française, l'ensemble, devenu bien national, est dévolu à l'administration militaire, qui y établit une caserne d'infanterie. Il est ensuite rétrocédé à la ville, qui y ouvre en 1886 une école de garçons de la Daurade. On y trouve également, au début du XXe siècle, le musée des Toulousains de Toulouse. Dans la deuxième moitié du XXe siècle, plusieurs services de la ville y ont leur siège.
L'édifice se compose de plusieurs corps de bâtiment qui s'organisent autour de deux cours. Sur la place de la Daurade, le corps de bâtiment central compte cinq travées et s'élève sur un étage. Il est percé d'un portail monumental de style classique en brique et pierre alternées. L'ouverture, voûtée en plein cintre, est encadrée de pilastres à chapiteaux doriques qui soutiennent un entablement orné de triglyphes. L'agrafe est surmontée d'un cartouche d'où pendent des guirlandes et des pignons. Au-dessus de l'entablement, la corniche à modillons porte deux amortissements en forme de vases et, au centre, un cuir découpé orné d'un soleil rayonnant et surmonté d'une tête d'ange. Les niveaux sont éclairés par de larges fenêtres segmentaires et l'élévation est couronnée par une corniche moulurée. Dans la cour, la façade est rythmée par des pilastres monumentaux aux chapiteaux ioniques en pierre et les travées percées de fenêtres segmentaires. La porte est simplement surmontée d'une corniche et, sous l'allège de la fenêtre du 1er étage, d'un soleil sculpté. L'élévation est couronnée d'un entablement et d'une corniche moulurée à modillons.
Le corps de bâtiment à droite, construit en 1613, s'élève sur deux étages. Le rez-de-chaussée était occupé par l'église du noviciat. La porte, encadrée de pilastres à chapiteaux doriques en pierre, possède une agrafe en pierre et elle est surmontée d'un entablement et d'un fronton triangulaire. Les étages sont simplement percés d'une fenêtre unique, tandis qu'un oculus bouché surmonte la porte. L'élévation est couronnée d'un fronton triangulaire. Dans la cour, deux portes surmontées d'une corniche s'ouvrent dans les travées latérales.
Le corps de bâtiment à gauche, construit au XVIIIe siècle, s'élève à l'angle de la rue Alexis-Larrey. Il est presque symétrique au précédent. Dans la cour, la porte de la 3e travée provient de l'hôtel de Vésa, démoli en 1907 lors du percement de la rue du Languedoc (ancien no 37 rue du Vieux-Raisin, emplacement de l'actuel au no 25). L'ouverture, voûtée en plein cintre, possède une agrafe en pierre sculptée. Elle est encadrée de pilastres mis en valeur par des pointes-de-diamant en pierre, qui portent un entablement orné d'une frise et une corniche. Elle est surmontée d'un oculus dont l'encadrement en pierre est surmonté d'un fronton triangulaire. L'amortissement central a perdu son motif de croissant.
En fond de cour, le corps de bâtiment s'élève sur trois étages. Le passage voûté donne accès à la deuxième cour. L'élévation est couronnée par une large corniche moulurée.

### Immeubles
- no  4 : immeuble. 

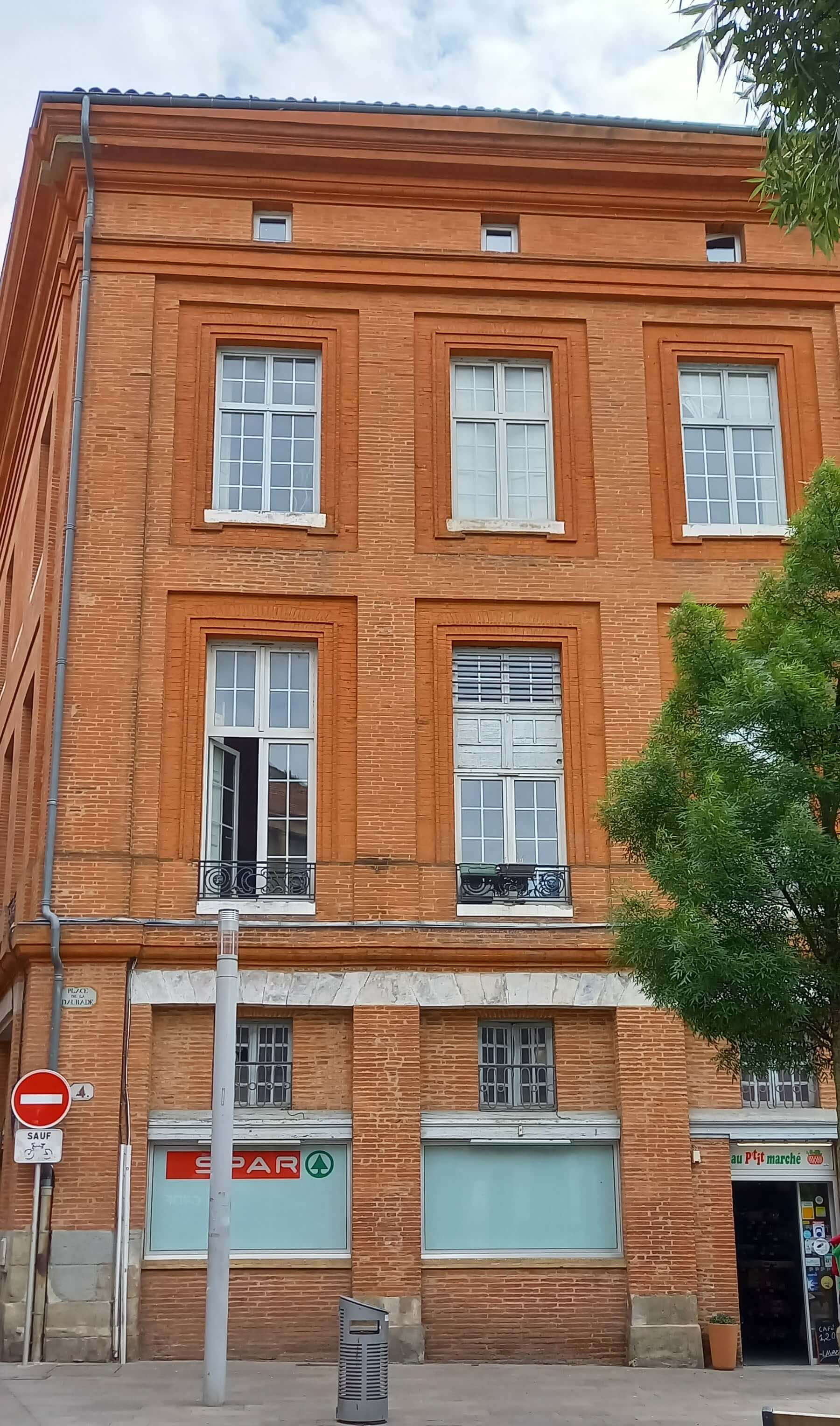
no 4 : façade de l'immeuble.

L'immeuble, qui s'élève à l'angle de la rue François-Boyer-Fonfrède, est représentatif des constructions de style néo-classique élevées selon le plan dressé en 1765 par Joseph de Saget lors de l'aménagement des quais et de la place de la Daurade : les travaux en sont achevés avant 1773[36]. Les élévations sont symétriques. Le rez-de-chaussée et l'entresol, qui étaient occupés par des boutiques, sont réunis par des encadrements rectangulaires. Des consoles en pierre soutiennent un balcon continu qui possède un garde-corps en fer forgé. Aux étages, les fenêtres sont rectangulaires et ont des chambranles moulurés. Elles sont, au 1er étage, surmontées d'une fine corniche. La façade est couronnée par un entablement orné d'une frise de consoles à glyphes et une corniche moulurée, surmontée d'un bandeau d'attique. La construction des nouveaux corps de bâtiment sur la place de la Daurade n'entraîne pas la démolition, en fond de cour, de corps de bâtiment plus anciens : l'un d'eux conserve, au 2e étage, les vestiges d'une fenêtre gothique à croisée, dont les larmiers retombent sur des culots sculptés, probablement de la fin du XVe siècle[37].

- no  6 : immeuble. 

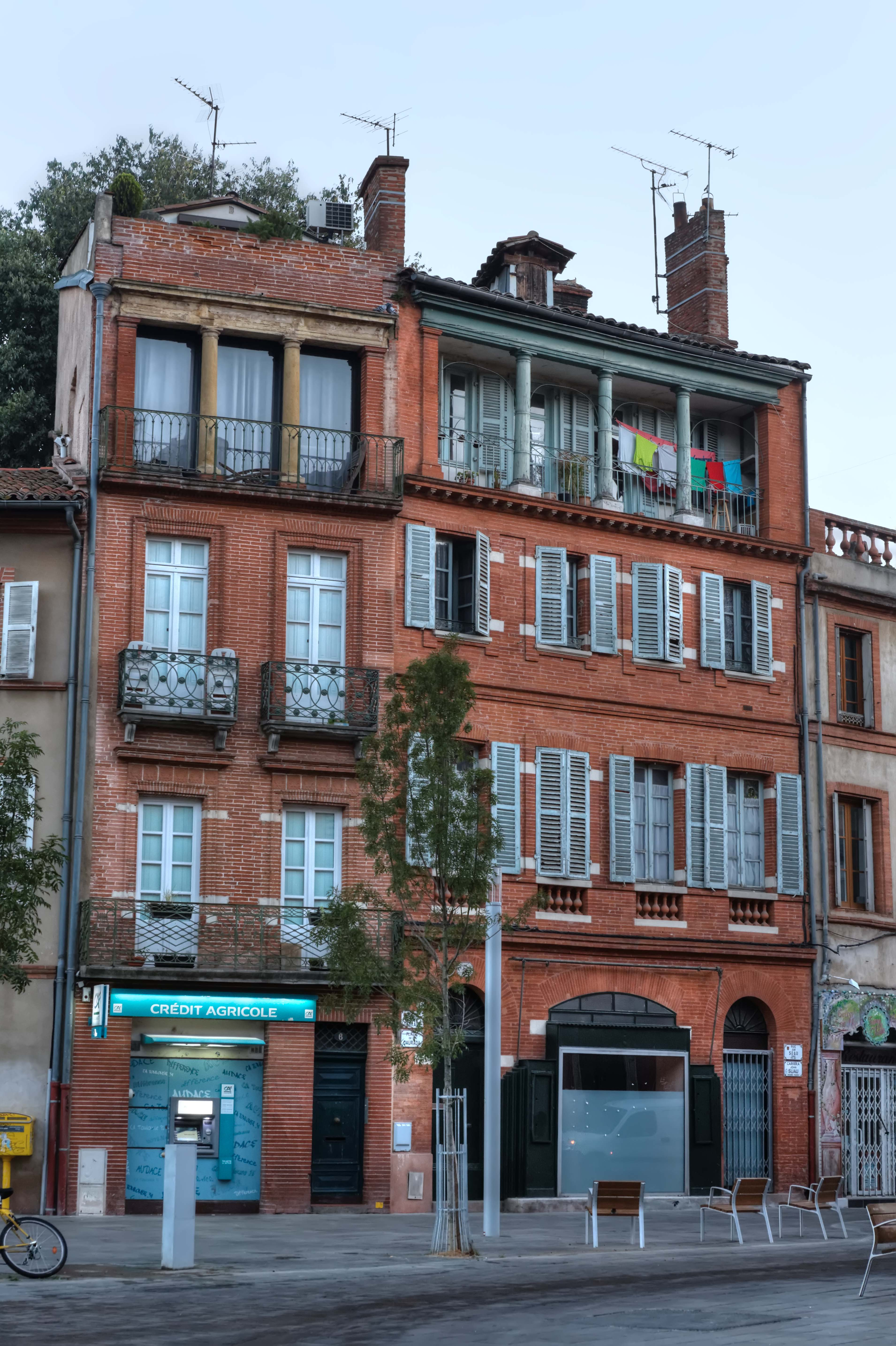
no 6 et 5 : façades des immeubles.

L'immeuble, construit dans le premier quart du XIXe siècle, possède un décor néo-classique de la Restauration toulousaine. La façade, large de seulement deux travées, s'élève sur trois étages. Au 1er et au 2e étage, les fenêtres ont un chambranle mouluré. Celles du 1er étage sont mises en valeur par une frise de palmettes en terre cuite et un balcon continu en pierre qui porte un garde-corps en fonte. Celles du 2e étage ont de simples balconnets. Le 3e étage est largement ouvert par une loggia fermée par un portique à colonnes doriques en pierre[38].

- no  11 : immeuble (XVIIIe siècle)[39].

- no  13 : immeuble en corondage. 
L'immeuble est construit en corondage au cours du XVIIIe siècle. Le rez-de-chaussée, maçonné en brique, est percé d'une porte piétonne, encadrée de deux ouvertures de boutiques. Le pan de bois hourdé de brique est à croix de Saint-André au 1er étage, à grilles et à décharges au 2e étage. Les fenêtres ont de simples appuis en bois moulurés. Le dernier étage de comble ouvert a été surélevé et couvert pour ménager une terrasse[40].

## Personnalité
- Nérée Boubée (1806-1862) : naturaliste, entomologiste et géologue toulousain, il est né au domicile de ses parents, place de la Daurade[41].